# 埃莉·比尔
埃莉·比尔（英語：Ellie Beer，2003年1月3日—），澳大利亚女子田径运动员，2024年大洋洲田径锦标赛女子400米金牌得主、2025年珀斯田径经典赛女子400米金牌得主、2025年世界室内田径锦标赛女子4×400米接力铜牌得主。